# Öchsenbach
Der Öchsenbach fließt im baden-württembergischen Ostalbkreis von etwas unterhalb des Traufs der Frickenhofer Höhe ins Kochertal hinab. Nach 2,6 km langem Lauf in zwischen Nord und Ost wechselnden Richtungen mündet er etwas unterhalb des Dorfes Untergröningen der Gemeinde Abtsgmünd von links in den oberen Kocher.

## Name
Der Bachlauf ist sowohl auf einer älteren amtlichen topographischen Karte wie auf den topographischen Layern heutiger amtlicher Karten einheitlich mit Öchsenbach beschriftet, jedoch auf den Gewässerlayern der amtlichen Gewässerkarte als Ochsenbach eingetragen. Ein Abtsgmünder Weiler links etwas über dem Unterlauf heißt Öchsenhof. Die Schreibung mit Anfangsbuchstabe O ist wohl einem Übertragungsfehler geschuldet.

## Geographie

### Verlauf
Der Öchsenbach beginnt seinen Lauf etwa 0,6 km nördlich des auf der Hochebene der Frickenhofer Höhe stehenden Weilers Kemnaten und etwa ebenso weit westsüdwestlich des zur selben Gemeinde Eschach gehörenden Einzelhofes Gehrenhof, der wie der Bachanfang am Abhang liegt, auf einer Höhe von etwa 470 m ü. NHN neben dem Wiesengewann Mähder. Der junge Bach fließt zunächst etwa nordöstlich durch einen Waldstreifen, bis er nach gut 300 Metern auf östlichen Lauf wechselt. Nach 200 Metern eines grabenartigen, einst wohl begradigten Laufabschnitts, an dem längstenteils eine Gehölzgalerie an den dort zeitweise trockenliegenden Bach grenzt, unterquert er bei einer Feldweggabel einen Wirtschaftsweg, deren östlicher Zweig danach dem Lauf dicht am linken Ufer folgt. Die Begleitgalerie des immer noch begradigten, deutlich weniger als drei Meter breiten Baches setzt sich fort, geschlossen rechtsseits, lückenhaft linksseits.
Nach dem Zufluss eines Rinnsals vom steileren rechten Hang, das zuletzt einen kleinen Teich durchlaufen hat, quert der zum Gehrenhof führende Feldweg den Bach. Auf den folgenden mehr als 300 Metern fließt dieser von einem geschlossenen Auwaldstreifen begleitet unterhalb des Hofes vorbei, seine linksseits flacher ansteigende Mulde ist unter fünf bis über zehn Meter breit, seine ein bis zwei Meter breite, sandige oder steinige, teils auch mit größeren Blöcken überlagerte Sohle ist im Durchschnitt einen Meter in sie eingetieft. Nach zwei Rinnsalen vom rechten Hang endet dieser Laufabschnitt in offener Flur an der  Querung des Weges vom Eschacher Weiler Waldmannshofen zum Untergröninger Weiler Billingshalden, danach ist das nun stärker eingetiefte Tal bis zur Mündung von Wald bestanden und wendet sich nach Norden.

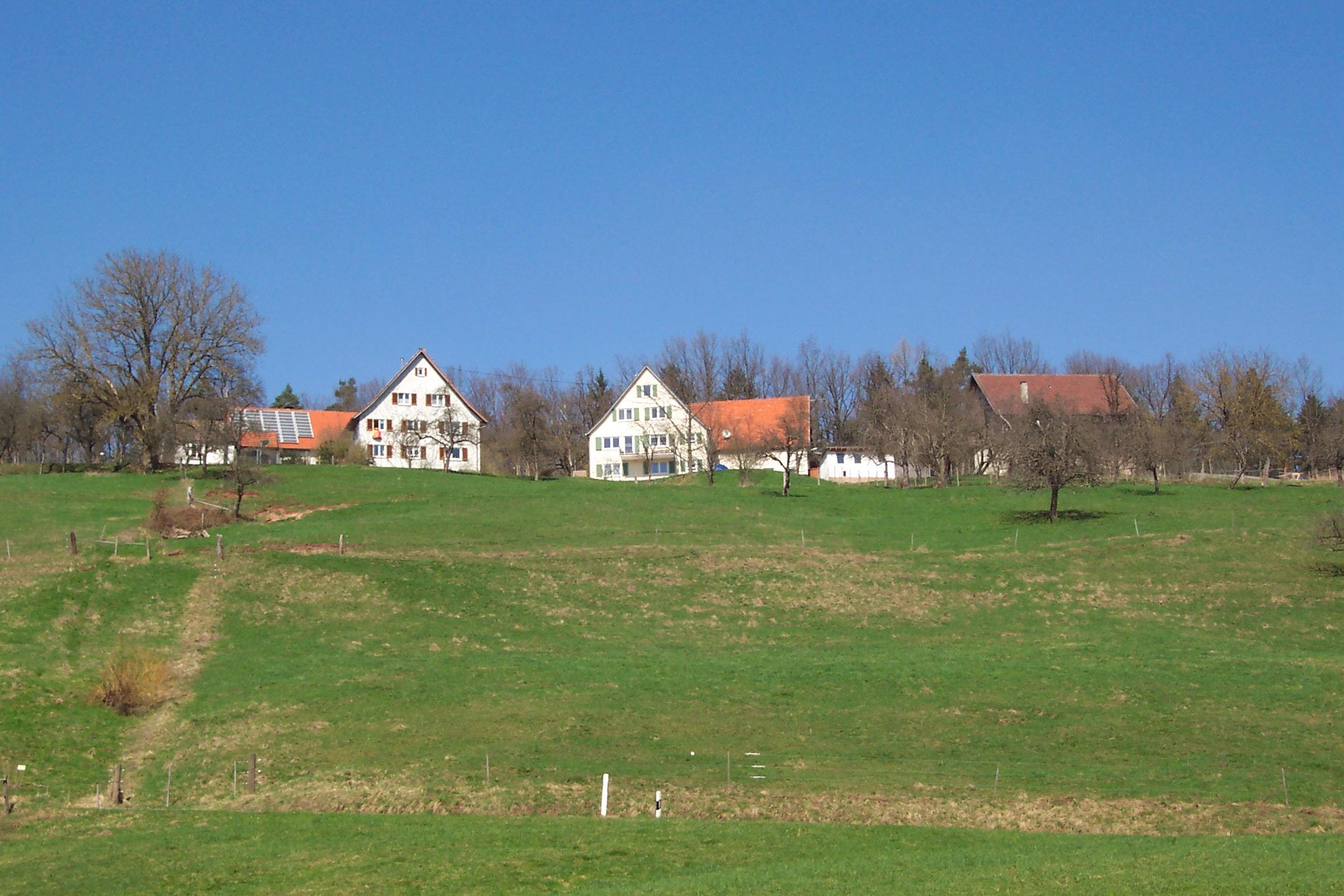
Der Öchsenhof steht links über dem Unterlauf des Öchsenbachs

Teilweise stehen nun Felsen am unteren Talhang an, anderswo rutschen Teile des Hangs ab. Etwa fünfhundert Metern weiter, zuletzt unter einem alten Stubensandsteinbruch vorbei, dessen Abbauwand nahe der Flurgrenze auf dem rechten Hang steht, mündet von Westen her der mit über einem Kilometer Länge bedeutendste Zufluss Wiesenbächle des Öchsenbachs von Waldmannshofen her zu, in dessen Laufrichtung Bach und Tal nun weiterziehen. Dabei grenzt anfangs die Wiesenflur unter dem am linken Hang stehenden Öchsenhof von Untergröningen bis ans Ufer. Die K 3245 von Waldmannshofen steigt in die Talmulde ab, weshalb der Bach in der Folge, wo er an deren Seite tritt, verbaut ist. Von links laufen nur kurze Hanggerinne zu, von rechts zwei längere Klingenbäche beidseits des Spornrückens, auf dem der Wald des Gewanns Untere Haube steht.
Ein letztes Mal wendet sich der Bachlauf nach Norden. Die begleitende Straße verlässt die Talmulde nach rechts, welche nun flacheren Grund hat, in dem der Bach stark eingeschnitten mäandriert. Schließlich fließt er unterhalb von Untergröningen auf etwa 347 m ü. NHN von links in den oberen Kocher ein, einen halben Kilometer nach dem Argenbach, fast gegenüber der Untergröninger Kläranlage und 200 Meter vor einem kürzeren Kocherzufluss aus dem Hägerswald. Der Öchsenbach mündet nach 2,6 km langem Lauf mit mittlerem Sohlgefälle von etwa 47 ‰ rund 123 Höhenmeter unterhalb seines Ursprungs an der Hangwiese Mähder.

### Einzugsgebiet
Das Einzugsgebiet des Öchsenbachs ist 3,0 km² groß. Naturräumlich gehört nur der schmale Saum im Süden und Westen zur Frickenhofer Höhe im Unterraum Albuchvorland des Östlichen Albvorlandes, der große Rest zum Unterraum Waldgebiet am Mittleren Kocher der Schwäbisch-Fränkischen Waldberge, zum etwas größeren Teil im Westen und der Mitte im Kirnberger Wald, zum kleineren mündungsnäheren im Osten zum Sulzbacher Kochertal. Der höchste Punkt am Westrand auf der Frickenhofer Höhe bei Seifertshofen erreicht etwa 538 m ü. NHN.
Im Gebiet gibt es viel Wald, vor allem an den hohen Hängen, in geringerem Maße aber auch am Unterlauf. In den offenen Anteilen, der größte liegt um Waldmannshofen, gibt es vor allem Wiesen und Weiden und nur wenige Äcker. Der größere Flächenanteil im westlichen und Mittelteil gehört zur Gemeinde Eschach, darin stehen der Weiler Waldmannshofen am Wiesenbächle, der Einzelhof Gehrenhof am rechten Unterhang zum Öchsenbach herab, der Einzelhof Hirnbuschhöfle etwas unter, der Weiler Batschenhof über dem Trauf der Frickenhofer Höhe auf der südlichen Wasserscheide. Der kleinere Flächenanteil dem Kocher zu gehört zum Gemeindeteil Untergröningen von Abtsgmünd, darin steht der Weiler Öchsenhof links über dem Unterlauf und der Weiler Billingshalden auf der südöstlichen Wasserscheide.
Reihum grenzen die Einzugsgebiete der folgenden Nachbargewässer an:
- Im Südosten fließt der Argenbach etwas oberhalb des Öchsenbachs zum Kocher;
- das Gebiet im Süden auf der Frickenhofer Höhe wird durch den Uschbach über den Eschbach zum Götzenbach und zur Lein entwässert, einen großen, noch höher mündenden Nebenfluss des Kochers;
- im Nordwesten fließt der Krempelbach nunmehr abwärts des Öchsenbachs zum Kocher;
- zuletzt im Norden läuft ein nur kurzer Waldbach aus dem Hägeleswald zweihundert Meter abwärts der Öchsenbachmündung in den Kocher.

### Zuflüsse und Seen
Hierarchische Liste der Zuflüsse und  Seen, jeweils von der Quelle zur Mündung. Gewässerlänge, Seefläche, Einzugsgebiet und Höhe nach den entsprechenden Layern auf der Onlinekarte der LUBW. Andere Quellen für die Angaben sind vermerkt.
Ursprung des Öchsenbachs auf etwa 470 m ü. NHN etwa 0,7 km nördlich von Eschach-Kemnaten in einem Hangwaldstreifen zwischen Mähder im Westen und Kühreute im Osten.
- (Bach aus der Kühreute), von rechts und Südwesten auf etwa 415 m ü. NHN wenig nordwestlich von und an der Zufahrtstraße nach Eschach-Gehrenhof, ca. 0,3 km[LUBW 9] und ca. 0,3 km². Entspringt auf etwa 445 m ü. NHN.
  -  Durchfließt auf etwa 432 m ü. NHN einen Teich westlich von Gehrenhof, unter 0,1 ha.
- (Bach aus dem Gern), von rechts und Südwesten auf etwa 406 m ü. NHN wenig nordöstlich von Gehrenhof, ca. 0,2 km[LUBW 9] und über 0,1 km². Entspringt auf etwa 419 m ü. NHN wenig östlich von Gehrenhof.
- (Bach von der Lettenhalde), von rechts und Südosten auf etwa 403 m ü. NHN, unter 0,3 km[LUBW 9] und unter 0,3 km². Entspringt auf etwa 426 m ü. NHN.
- Wiesenbächle, von links und Westsüdwesten auf etwa 382 m ü. NHN südwestlich von Abtsgmünd-Öchsenhof, 1,3 km und ca. 0,8 km². Entsteht auf etwa 448 m ü. NHN südwestlich von Eschach-Waldmannshofen am Fuß, des Waldgewanns Gemeinwäldle.
- (Waldbach westlich der Unteren Haube), von rechts und Südosten auf etwa 369 m ü. NHN, ca. 0,4 km[LUBW 9] und ca. 0,1 km². Entsteht auf etwa 430 m ü. NHN.
- (Waldbach östlich der Unteren Haube), von rechts und Süden auf etwa 361 m ü. NHN, ca. 0,6 km[LUBW 9] und ca. 0,3 km². Entspringt auf etwa 441 m ü. NHN bei Abtsgmünd-Billingshalden.

Mündung des Öchsenbachs von links und Südwesten auf 347 m ü. NHN in den oberen Kocher unterhalb von Abtsgmünd-Untergröningen. Der Bach ist 2,6 km lang und hat ein 3,0 km² großes Einzugsgebiet.

## Geologie
Die höchsten Partien des Einzugsgebietes am West- und Südrand auf der Frickenhofer Höhe haben Schwarzjura-Schichten im Untergrund, die weithin seit dem Quartär mit Lösssediment überlagert sind. Nur an den Hochebenenspornen des Sandbergs östlich von Seifertshofen und des Hagentännles, der von Batschenhof auf Billingshalden zuläuft, stehen sie nicht allein als schmaler Saum am Trauf, sondern flächenhaft an. Die zugehörige Schichtenfolge reicht von der Obtususton- bis hinab zur Psilonotenton-Formation.
Unterm Trauf streicht dann in breitem Band der Knollenmergel (Trossingen-Formation)  aus. Noch tiefer liegt der größte Teil des Einzugsgebietes im Stubensandstein (Löwenstein-Formation). Erst kurz vor ihrem Zusammenlauf setzen in den Talmulden von Öchsenbach und Wiesenbächle die darunter liegenden Oberen Bunten Mergel (Mainhardt-Formation) ein. Kurz nach dem Zusammenlauf fließt der Öchsenbach dann schon im Kieselsandstein (Hassberge-Formation) und von seiner letzten Nordwende bis zur Mündung in den Unteren Bunten Mergeln (Steigerwald-Formation).
Jüngere quartäre Auensedimente begleitet den Öchsenbach auf seinem längeren ersten Laufabschnitt in Richtung Osten, das Wiesenbächle bis an den unteren Ortsrand von Waldmannshofen. Um den Zusammenfluss von Öchsenbach und Wiesenbächle liegen dann holozäne Auensedimente, die danach auch wieder in die Unteren Bunten Mergeln des untersten Tales eingelagert sind.
Vermutlich streicht eine von Süden kommende Störung mit linksseits liegender Hochscholle westlich am Batschenhof vorbei bis nahe an den Gehrenhof.
Ein kleiner aufgelassener Steinbruch rechts am Hang des Öchsenbachtals kurz vor dem Zufluss des Wiesenbächles schließt Bänke des unteren Stubensandsteins auf, eine aufgelassene Sandgrube im oberen Stubensandstein liegt im Wald nördlich von Waldmannshofen am Steigenweg vom Sandberg herab, beide ehemaligen Abbauorte sind als Geotope ausgewiesen.

## Natur und Schutzgebiete
Ein Wasserschutzgebiet erstreckt sich von Batschenhof und Hagentännle herab bis fast an den Öchsenbachlauf und setzt sich jenseits auf dem Hügelrücken zwischen diesem und dem Wiesenbächle fort. Das gesamte Einzugsgebiet gehört zum Naturpark Schwäbisch-Fränkischer Wald.

## Tourismus
Ein Radweg führt von Seifertshofen über den Sandberg-Sporn auf Wirtschaftswegen herab nach Waldmannshofen und dann auf der K 3245 in den Tälern von Wiesenbächle, Öchsenbach und Kocher weiter nach Untergröningen.

### LUBW
Amtliche Online-Gewässerkarte mit passendem Ausschnitt und den hier benutzten Layern: Lauf und Einzugsgebiet des Öchsenbachs

Allgemeiner Einstieg ohne Voreinstellungen und Layer: Daten- und Kartendienst der Landesanstalt für Umwelt Baden-Württemberg (LUBW) (Hinweise)
1. 1 2  Ochsenbach nach den Layern Gewässernetz (AWGN) und Gewässername, dagegen Öchsenbach nach dem Hintergrundlayer Topographische Karte und nach
  - Karte von Lauf und Einzugsgebiet des Öchsenbachs auf: Geoportal Baden-Württemberg (Hinweise)
  - Meßtischblatt 7025 Untergröningen von 1935 in der Deutschen Fotothek.
2. 1 2 3  Höhe nach dem Höhenlinienbild auf dem Hintergrundlayer Topographische Karte.
3. 1 2  Höhe nach grauer Beschriftung auf dem Hintergrundlayer Topographische Karte.
4. 1 2 3  Länge nach dem Layer Gewässernetz (AWGN).
5. 1 2  Einzugsgebiet nach dem Layer Basiseinzugsgebiet (AWGN).
6. ↑  Natur teilweise nach dem Layer Geschützte Biotope.
7. ↑  Seefläche nach dem Layer Stehende Gewässer.
8. ↑  Einzugsgebiet abgemessen auf dem Hintergrundlayer Topographische Karte.
9. 1 2 3 4 5  Länge abgemessen auf dem Hintergrundlayer Topographische Karte.
10. ↑  Schutzgebiete nach den einschlägigen Layern.

### Andere Belege
1. ↑  Hansjörg Dongus: Geographische Landesaufnahme: Die naturräumlichen Einheiten auf Blatt 171 Göppingen. Bundesanstalt für Landeskunde, Bad Godesberg 1961. → Online-Karte (PDF; 4,3 MB)
2. ↑  Geologie nach den Layern zu Geologische Karte 1:50.000 auf: Mapserver des Landesamtes für Geologie, Rohstoffe und Bergbau (LGRB) (Hinweise)
3. ↑  Geotopsteckbrief (PDF; 0,3 MB) des ehemaligen Stubensandsteinbruchs im mittleren Öchsenbachtal auf der Website des LGRB, abgefragt am 13. September 2023.
4. ↑  Geotopsteckbrief (PDF; 0,3 MB) der ehemaligen Sandgrube nördlich von Waldmannshofen auf der Website des LGRB, abgefragt am 13. September 2023.